# Ryan Dunn
Ryan Matthew Dunn (Medina, 11 juni 1977 – Chester County, 20 juni 2011) was een Amerikaans acteur en stuntman. Hij was lid van het team dat de televisieserie Jackass maakt. Ook speelde hij mee in Viva La Bam en Homewrecker en was hij lid van de CKY Crew en de Amerikaanse band The Alter Boys. Dunn had de hoofdrol in Bam Margera's film Haggard, die gebaseerd was op een mislukte relatie die hij had meegemaakt.
Dunn stond bekend om zijn slechte rijstijl: hij sloeg na een aanrijding met zijn auto acht keer over de kop. Naast hem zaten Bam Margera, Jess Margera en Raab Himself in de auto. Alleen Bam Margera raakte gewond en brak zijn pols. Tijdens de opnamen voor een stunt voor Jackass: The Movie veroorzaakte Dunn eveneens een ongeluk. Met een golfkarretje raakte hij over de kop. Hijzelf werd uit het karretje geslingerd, maar zijn meerijder Johnny Knoxville bleef achter. Deze kwam op zijn nek terecht, met het karretje bovenop hem, maar dit liep goed af.

## Dood
Dunn kwam negen dagen na zijn 34e verjaardag om bij een eenzijdig auto-ongeluk in Pennsylvania. De moeder van Bam Margera (April Margera) bevestigde zijn dood. Dunn twitterde enkele uren voor zijn dood nog een foto waarop hij drinkend te zien is met twee vrienden. Zijn passagier, die ook bij het ongeval omkwam, was de 30-jarige Zachary Hartwell, die productieassistent was bij Jackass: Number Two en ook meespeelt in Bam Margera's film Minghags. Dunn had twee keer de toegestane hoeveelheid alcohol in zijn bloed en reed 200 kilometer per uur, waar 90 was toegestaan.

## Filmografie
| Jaar | Titel                                                       | Rol                   |
| ---- | ----------------------------------------------------------- | --------------------- |
| 1997 | Invader                                                     | Soldaat               |
| 1999 | Landspeed Presents: CKY                                     | Zichzelf              |
| 2000 | CKY2K                                                       | Zichzelf              |
| 2001 | CKY3                                                        | Himself               |
| 2001 | CKY Documentary                                             | Zichzelf              |
| 2001 | Don't Try This at Home – The Steve-O Video Vol. 1           | Zichzelf              |
| 2002 | Criminal Mischief                                           | David Smith           |
| 2002 | Jackass: The Movie                                          | Zichzelf              |
| 2002 | Don't Try This at Home – The Steve-O Video Vol. 2: The Tour | Zichzelf              |
| 2002 | CKY4: The Latest & Greatest                                 | Zichzelf              |
| 2003 | Haggard: The Movie                                          | Ry                    |
| 2003 | Steve-O: Out on Bail                                        | Zichzelf              |
| 2004 | Client 3815                                                 | Jackson               |
| 2005 | A Halfway House Christmas                                   | Buzz                  |
| 2006 | Jackass Number Two                                          | Zichzelf              |
| 2006 | The Dudesons Movie                                          | Zichzelf              |
| 2007 | Blonde Ambition                                             | Griswold              |
| 2007 | Dunn & Vito's Rock Tour                                     | Zichzelf              |
| 2007 | 3000 Miles                                                  | Zichzelf              |
| 2007 | Jackass 2.5                                                 | Zichzelf              |
| 2009 | Street Dreams                                               | Cash                  |
| 2009 | Minghags: The Movie                                         | Tucker                |
| 2009 | Jackass: The Lost Tapes                                     | Zichzelf              |
| 2010 | Jackass 3D                                                  | Zichzelf              |
| 2011 | Close-Up                                                    | Drugsdealer           |
| 2011 | Jackass 3.5                                                 | Zichzelf              |
| 2011 | Living Will                                                 | Belcher               |
| 2012 | Booted                                                      | Gezondheidsinspecteur |
| 2012 | The Bates Haunting                                          | Boze klant            |
| 2013 | Earth Rocker                                                | Zichzelf              |
| 2020 | Steve-O: Gnarly                                             | Zichzelf              |
| 2022 | Jackass Forever                                             | Zichzelf              |